# Василівська сільська рада (Каховський район)
Василівська сільська рада — адміністративно-територіальна одиниця та орган місцевого самоврядування в Каховському районі Херсонської області. Адміністративний центр — село Василівка.

## Загальні відомості
Василівська сільська рада утворена в 1953 році.
- Територія ради: 86,84 км²
- Населення ради: 2385 осіб (станом на 2001 рік)
- Територією ради протікає річка Дніпро

## Населені пункти
Сільській раді були підпорядковані населені пункти:
- с. Василівка
- с. Комишанка
- с. Лук'янівка
- с. Софіївка

## Склад ради
Рада складалася з 14 депутатів та голови.
- Голова ради: Горбенко Анатолій Іванович
- Секретар ради: Костенко Олена Олександрівна

### Керівний склад попередніх скликань
| Прізвище, ім'я, по батькові  | Основні відомості                                                                                                  | Дата обрання | Дата звільнення |
| ---------------------------- | --- | ------------ | --------------- |
| Протосвітцький Іван Гнатович | Сільський голова, 1961 року народження, член Комуністичної партії України                                          | 26.03.2006   | 31.10.2010      |
| Шутько Тетяна Григорівна     | Сільський голова, 1982 р.н., освіта вища, член Партії регіонів                                                     | 02.11.2010   | 25.10.2015      |
| Горбенко Анатолій Іванович   | Сільський голова, 1951 року народження, освіта вища, член політичної партії Всеукраїнське об'єднання «Батьківщина» | 25.10.2015   |                 |

Примітка: таблиця складена за даними сайту Верховної Ради України та ЦВК

### Депутати VII скликання
За результатами місцевих виборів 2015 року депутатами ради стали:

#### За суб'єктами висування
| Суб'єкт висування                                       | Кількість обраних депутатів | %     |
| ------------------------------------------------------- | --------------------------- | ----- |
| Самовисування                                           | 13                          | 92.86 |
| Політична партія Всеукраїнське об'єднання «Батьківщина» | 1                           | 7.14  |

#### За округами
| № округу | Прізвище, ім'я, по батькові      | Ким висунуто                                            | Дата нар.  | Освіта           | Партійна приналежність                                        | Відомості                            |
| -------- | -------------------------------- | ------------------------------------------------------- | ---------- | ---------------- | ------------------------------------------------------------- | ------------------------------------ |
| 1        | Шевчук Вітор Вікторович          | Самовисування                                           | 04.09.1982 | загальна середня | безпартійний                                                  | безробітний                          |
| 2        | Шевчук Сергій Вікторович         | Самовисування                                           | 04.02.1973 | загальна середня | безпартійний                                                  | ФГ «Ант-Агро», механік               |
| 3        | Сич Ірина Михайлівна             | Самовисування                                           | 26.03.1970 | вища             | безпартійна                                                   | Василівський ФАП фельдшер, зав. ФАПу |
| 4        | Черненко Світлана Олександрівна  | Самовисування                                           | 15.04.1976 | вища             | безпартійна                                                   | декретна відпустка                   |
| 5        | Одиноченко Валентина Варламівна  | Самовисування                                           | 11.08.1944 | вища             | безпартійна                                                   | пенсіонер, безробітний               |
| 6        | Клименко Павло Васильович        | Самовисування                                           | 29.05.1985 | загальна середня | безпартійний                                                  | ПП «Клименко», директор              |
| 7        | Стижак Світлана Анатоліївна      | Самовисування                                           | 24.09.1976 | загальна середня | безпартійна                                                   | ПП. «Стрижак», приватний підприємець |
| 8        | Зав'ялов Олександр Олександрович | Самовисування                                           | 03.07.1985 | вища             | безпартійний                                                  | телерадіовишка, електромеханік       |
| 9        | Веховець Тамара Володимирівна    | Самовисування                                           | 31.05.1965 | загальна середня | безпартійна                                                   | дитячий садок, завгосп               |
| 10       | Коновалов Микола Анатолійович    | Самовисування                                           | 24.06.1960 | загальна середня | безпартійний                                                  | СООО «Таврійська перспектива»        |
| 11       | Солодка Світлана Вікторівна      | Самовисування                                           | 26.10.1977 | загальна середня | безпартійна                                                   | Приватний підприємець, ФОП           |
| 12       | Мунтян Василь Андрійович         | політична партія Всеукраїнське об'єднання «Батьківщина» | 12.09.1956 | загальна середня | член політичної партії Всеукраїнське об'єднання «Батьківщина» | безробітний                          |
| 13       | Забейда Людмила Сергіївна        | Самовисування                                           | 26.06.1961 | загальна середня | безпартійна                                                   | безробітний, пенсіонер               |
| 14       | Руденко Олександр Віталійович    | Самовисування                                           | 24.11.1993 | загальна середня | безпартійний                                                  | безробітний                          |

### Депутати VI скликання
За результатами місцевих виборів 2010 року депутатами ради стали:

#### За суб'єктами висування
| Суб'єкт висування                                       | Кількість обраних депутатів | %    |
| ------------------------------------------------------- | --------------------------- | ---- |
| Партія регіонів                                         | 10                          | 58,8 |
| Комуністична партія України                             | 4                           | 23,5 |
| Політична партія Всеукраїнське об'єднання «Батьківщина» | 2                           | 11,8 |
| Самовисування                                           | 1                           | 5,9  |

#### За округами
| № округу                                                | Прізвище, ім'я, по батькові     | Дата визнання обраним | Освіта  | Партійна приналежність                        | Відомості про обраного депутата                                  |
| ------------------------------------------------------- | ------------------------------- | --------------------- | ------- | --------------------------------------------- | ---------------------------------------------------------------- |
| Комуністична партія України                             |                                 |                       |         |                                               |                                                                  |
| 1                                                       | Цокотун Валентина Михайлівна    | 02.11.2010            | середня | член Комуністичної партії України             | Василівська загальноосвітня школа I-III ст., кухар               |
| 2                                                       | Ладанюк Людмила Миколаївна      | 02.11.2010            | середня | член Комуністичної партії України             | тимчасово не працює                                              |
| 6                                                       | Козленко Лідія Олександрівна    | 02.11.2010            | середня | член Комуністичної партії України             | Сільськогосподарське ТОВ «Таврійська перспектива», комірник      |
| 16                                                      | Коршменюк Ольга Іванівна        | 02.11.2010            | середня | член Комуністичної партії України             | Василівська сільська рада, соціальний працівник                  |
| Партія регіонів                                         |                                 |                       |         |                                               |                                                                  |
| 3                                                       | Клименко Павло Васильович       | 02.11.2010            | середня | позапартійний                                 | Каховське лісне господарство, менеджер з продажу                 |
| 4                                                       | Мельниченко Галина Віталіївна   | 02.11.2010            | середня | член Партії регіонів                          | Василівська сільська рада, спеціаліст                            |
| 5                                                       | Клименко Світлана Борисівна     | 02.11.2010            | середня | член Партії регіонів                          | Сільськогосподарське ТОВ «Таврійська перспектива», бухгалтер     |
| 9                                                       | Туренко Людмила Павлівна        | 02.11.2010            | вища    | член Партії регіонів                          | Василівська загальноосвітня школа I-III ст., вчитель             |
| 10                                                      | Балакірський Микола Миколайович | 02.11.2010            | середня | член Партії регіонів                          | Василівська загальноосвітня школа I-III ст., вчитель             |
| 12                                                      | Шерстюк Олена Леонідівна        | 02.11.2010            | вища    | член Партії регіонів                          | Відділення поштового зв'язку, начальник                          |
| 13                                                      | Гонгало Ігор Володимирович      | 02.11.2010            | середня | член Партії регіонів                          | тимчасово не працює                                              |
| 14                                                      | Рубінін Микола Володимирович    | 02.11.2010            | середня | член Партії регіонів                          | тимчасово не працює                                              |
| 15                                                      | Літвінова Наталія Олександрівна | 02.11.2010            | середня | член Партії регіонів                          | тимчасово не працює                                              |
| 17                                                      | Барановська Олена Олександрівна | 02.11.2010            | середня | член Партії регіонів                          | Сільськогосподарське ТОВ «Таврійська перспектива», секретар      |
| Політична партія Всеукраїнське об'єднання «Батьківщина» |                                 |                       |         |                                               |                                                                  |
| 8                                                       | Простяк Ніна Михайлівна         | 02.11.2010            | середня | член Всеукраїнського об'єднання «Батьківщина» | Василівський дитячий садок «Дзвіночок», вихователь               |
| 11                                                      | Дунаєва Ірина Олексіївна        | 02.11.2010            | вища    | член Всеукраїнського об'єднання «Батьківщина» | Василівська загальноосвітня школа I-III ст., заступник директора |
| Самовисування                                           |                                 |                       |         |                                               |                                                                  |
| 7                                                       | Мирошник Сергій Петрович        | 02.11.2010            | середня | позапартійний                                 | Василівська сільська рада, інспектор з військового обліку        |

## Історія громади
До складу Василівської сільської громади Каховського району Херсонської області входить чотири села: Василівка, Софіївка, Комишанка та Лук'янівка. Перші два з них розташовані на лівому березі Каховського водосховища, останні подалі в степовій зоні.
Софіївка заснована у 90-х роках XVIII століття Андрієм Криворуким, який мешкав у місті Бериславі. Перша назва поселення була Андріївка і в ньому налічувалось 60 дворів. Приблизно в цей час за два кілометра від Андріївки з'являється поселення Катеринівка, яке отримує назву на честь поміщиці – володарки навколишніх земель. Після смерті поміщиці землі переходять у власність Володимира Білого. Постарілий поміщик Білий розділив свої землі між двома синами Михайлом та Василем. І на цих землях виникають нові поселення Михайлівка та Володимирівка. В 1809 році Андріївка вже згадується в історії, як село, де розташований маєток губернського секретаря Константинова.
В 1840 році землі Андріївки також переходять у володіння Білих, а саме до Костянтина Васильовича Білого, який перейменовує село Андріївку на честь своєї дружини Софії, що мала неймовірну жіночу вроду. Так село отримало назву Софіївка.
Костянтин Васильович Білий здебільшого проживав в Одесі, але дуже багато приділяв уваги Софіївці. У 1841 році він тут будує православну церкву, де по смерті був похований у склепі (його останки знайдені колгоспником Шевченком Миколою Мефодійовичем у 1956 році при вибиранні фундаменту церкви для побудови сільського клубу).
Після смерті чоловіка Софія продала землі разом з поселенням генералу Мальцеву, що мешкав у центрі Росії. Він був власником кількох заводів: металургійного та низки заводів по виробництву кришталевих виробів, які були розташовані в Рязанській, Смоленській та Пензенській губерніях. За часи панування генерала Мальцева при Софіївській церкві була відкрита школа на 25 дітей. Навчання діточок покладалось на місцевого диякона.
У другій половині XIX століття Софіївка, Катеринівка, Михайлівка та Володимирівка продовжують активно заселятися вихідцями з північних та центральних губерній України.
У кругляку між річками першою та Дурицькою генерал Мальцев відкрив ливарний завод та склад, до якого з Росії завозились на продаж скло і скляний посуд.
Поселення Володимирівка та Михайлівка все ще належали поміщикам Білим, які здебільшого мешкали в Одесі та Петербурзі. Останні покоління Білих – Олександр, Віктор та Микола розорились, а їх володіння опанувала родина Мелейків. В Михайлівці височив панський палац поміщиків Білих, в ньому і оселились Мелейки. Ділилась Михайлівка на дві половини: бідну і багату. На одній половині добротні кам'яні споруди, сади з виноградниками, огороджені високими мурами, а на другій половині глиняні хатки, де не де обнесені лозою. Бідним на багату половину ходити не можна було, якщо їх наймали, то на роботи вони йшли прямо в поле.
У 1882 році Мальцев розпродує землі Софіївки хуторянам. Більшу частину земель купує Лук'ян Веремійович Павленко. На околиці Софіївки з'являються хутори Сушка, Щербини, Литвиненка та інших. Жителі Софіївки, Володимирівки, Михайлівки та околишніх хуторів на той час займались землеробством, але більша їх частина йшла працювати в найми до поміщиків Найдьонова, Мордвинова та нових землевласників Сушка, Мелейка і Злобіна.
Лук'ян Веремійович Павленко, уродженець Полтавщини, разом з дружиною Секлетією оселився в селі Велика Каховка. Вони самостійно працювали на землі та вирощували хліб. Згодом Лук'ян Веремійович за 12 км від села Велика Каховка копає криницю з джерельною водою і обсаджує її вербами, будує власний маєток, стійло для коней і волів, шинок та торгує диво-водою з криниці. Розбудовується хутір, який назвали Лук'янівським. Поряд з Лук'янівкою вздовж тракту Мелітополь-Олешки з'являється ще одне поселення - Комишанка (назва від слова комиш, який оточував навколишні долини та сам населений пункт). Жителі цього хутору працювали на землях Лук'яна Павленка, а вдячний підприємець збудував в Комишанці школу для селянських дітей. В 1887 році Лук'ян Веремійович будує 2-х класну з двох великих корпусів школу в селі Софіївка, де навчалось 70 дітей. В 1894 році він власник 800 десятин землі (1 десятина – 1,0925 га), має млин в Софіївці та будує церкву в селі Володимирівка.
Лук'ян Павленко не мав ніякої освіти, але розумів, що без спеціальних та загальних знань селянам не обійтися, не вирватись із злиднів. Тому звертається до царського уряду в Петербург за дозволом розпочати будівництво сільськогосподарської школи і отримує згоду. 9 червня 1898 році Л. В. Павленко нотаріально засвідчує акт про передачу 670 десятин землі і близько 100 тисяч рублів готівкою на будівництво сільськогосподарської школи Дніпровському земству Таврійської губернії. 8 червня 1900 році Лук'янівську сільськогосподарську школу було відкрито. Спочатку сюди на навчання приймали лише дітей – сиріт. Школа має підготовчий, перший та другий класи. Пізніше сільгоспшколу перейменували на агрошколу. Потім школа отримала статус гідромеліоративного технікуму, який перевели в м. Ровно, а в Лук'янівці відкрили Каховський зоотехнікум. В 1904 році не стало видатного селянського подвижника Лук'яна Веремійовича Павленка.
В 1902 році в Софіївці будується нова земська 2-х класна школа з інтернатом по підготовці вчителів для інших шкіл Таврійського краю. Першим закінчив цю школу житель Софіївки Скоробагатько Прокопій Амвросійович і пізніше працював в ній вчителем. З 1925 року він працював бухгалтером Каховського держбанку, а потім обласного. Колектив школи пишається її випускниками, серед яких: червоний комісар громадянської війни, депутат ВУЦВК Шевченко Павло Семенович, генерал-майор, Герой Радянського Союзу Горобець Тарас Павлович, льотчик Чужаков Володимир Олександрович, видатний біолог, академік Академії наук УРСР Білий Микола Данилович. Закінчив цю школу і Борис Миколайович Кулик – автор підручника української мови для V – VI класів, професор, кандидат філологічних наук, завідувач кафедри психології і педагогіки Київського педагогічного інституту.
В Катеринівці у період після громадянської війни була організована початкова школа в будинку розкуркуленого Цокуренка Василя, яку потім перевели в будинок Мельниченка Миколи, але вона працювала недовго.
Жовтнева революція переворохнула устояне життя. Багато селян громади брали активну участь у громадянській війні у розгромі денікінців та врангелівців. В Софіївці був нанесений рішучий удар по військам Врангеля. Біля Софіївської школи встановлено пам'ятний знак «Тут проходив рубіж Каховського плацдарму». На кладовищі в Лук'янівці доглядається братська могила 37 червоноармійцям, що загинули в боях на Каховському плацдармі в 1920 році.
У 1918 році почали з'являтися перші органи радянської влади. З 1919 по 1921 рік в Софіївці працював революційний комітет (ревком) і очолював його товариш Храпов. У 1921 році створена Софіївська сільська рада. Відкритим голосуванням обрано голову Чумаченка Никіфора Михайловича, який займав цю посаду до 1931 року. Секретарем було обрано Токара Наума Петровича, який працював на посаді до 1927 року. З 1927 місце секретаря зайняв Мунтян Іван Денисович, який потім працював в Каховській районній раді.
На 01 березня 1923 року в селі Софіївка мешкало 620 селян, в «деревне» Володимирівка 417 жителів, в «деревне» Катеринівка 192 мешканця, в поселенні Комишанка – 74 селянина. По хуторах налічувалось: х. Литвиненка – 26 жителів, х. Щербини – 15; х. Дружини – 5, х. братів Щербини – 10, х. братів Найдьон – 10, х. Івана Найдьон – 8, х. Михайла Найдьон – 8, х. Мелейка – артіль III Інтернаціоналу – 55 мешканців. Відстань від сільради до райцентру нараховувала 13 км, до Володимирівки 4 км, до Катеринівки 2 км, до Камишанки 8 км. В Комишанці та на хуторі братів Найдьон працювали вітряки, а в артілі III Інтернаціоналу – паровий млин.
Згідно документів про територіальний устрій Софіївської сільської ради у 1925 році до громади входили: села Софіївка (674 жителя), Володимирівка (387) та Катеринівка (187), поселення Комишанка (103), Сушка (71), Антонівка (110) і Леопольдівка (62), хутори Бр. Жайдан (51), Литвиненка (35), Бр. Щербини (31), Дружини (8), М. Щербини (6) та колгосп 3-й Інтернаціонал (64).
В 1927 року по Кахівському району до Софіївської сільської ради входять: 3 села – Софіївка (678 жителів), Володимирівка (403) і Катеринівка (201); агрошкола імені Жовтневої Революції (127); комуна «третій Інтернаціонал» (49); хутори Литвиненка (64) та шість висілків – Антонівка (65), Виноградівка (97), Комишанка (111), Ново-Софіївка (19), Сушко (53) і Українець (72). Крім Антонівки, де мешкали руські (росіяни) переважна національність населення – українці. Разом громада налічувала 1939 чоловік і об'єднувала 359 господарств, з яких 15 були неселянськими (13 в Софіївці, 1 – агрошкола та 1 – комуна «III Інтернаціонал»).
В 1924 році в Михайлівці створена перша комсомольська організація, що діяла на території сільради, а очолив її Походун Григорій Петрович. В 1925 році створена комсомольська організація в Софіївці, яку очолив Мунтян Іван Денисович. Комуністична організація виникла в 1929 році, її секретарем став директор Лук'янівського технікуму Рябов Андрій Герасимович.
Зі спогадів секретаря Каховського райпарткому Ю. Гімельфарба: «В роки після першої імперіалістичної та громадянської воен господарство району занепало. Не вистачало робочих рук, тягла та інвентаря для обробки землі. На довершення всього у 1921 – 1922 роках в районі, як і по всьому округу, прокотився страшний голод. Тільки в Херсоні померло з голоду 25 тисяч чоловік. 1924 рік був по суті першим роком піднесення сільського господарства району...
З ініціативи райпарткому було створено дві комуни – імені Комінтерну в селі Чорненька та імені 8 березня поблизу Софіївки».
В селі Катеринівка Каховської волості на весні 1923 року створюється сільгоспколектив «Пахарь», який має у власності одного коня та отримує в розпорядження від Херсонського «окрпоследгола» двох волів. В 1924 році в Комишанці створюється перше товариство спільного обробітку землі (ТСОЗ) «Спільне заорення» та проведена громадська сівозміна, а в Лук'янівській профшколі проведена реєстрація пліменого стада бугаїв в кількості 53 голів. У Володимирівці та Михайлівці створюється колгосп – «Комуна – III Интернационал», який об'єднує 41 члена, 273 десятини землі, 9 голів рогатої худоби, і надає приклад самостійного розвитку.
Зі спогадів старожилів поселення Антонівку створили переселенці на чолі з Антоном Зайцевим, які розташувались на хуторі Мелейка після того, як господаря вислали за межі України. В колишньому маєтку Білих - Мелейка знайшли плужниці, три сівалки та молотарку. Прикупили худобу. Створили сільськогосподарське товариство.
Із протоколу з'їзду представників колгоспів Каховського району від 11 лютого 1925 року: «В состав коммуны им. III Коминтерна входит 285 едоков. В её собственности: земельная площадь – 1891 десятина, инвентарь – 16 лошадей, 24 дойных коровы, 1 бугай, 52 свиньи, 20 овец, 7 тракторов, 3 молотилки, 6 сеялок и др. За год существования в Каховском районе коммуной отремонтированы квартиры, сделан водопровод на мельницу, конюшню, детдом и хлебопекарню, отремонтирована и пущена в ход электростанция с динамо в 35 лошадиных сил. Оборудованы мастерские: кузнечная, деревообделочная, сапожная и другие. Оборудован детдом, отремонтированы скотные дворы и прочее...
На 1925 год посеяно 400 десятин, в том числе 230 – озимая пшеница... Недостаток посевматериала...».
З'їзд постановив: «...Комунна является первой показательной ласточкой в смысле образца социализации общества, а также и в смысле хозяйственной организационной стороны с уклоном к созданию показательной хозяйственной базы, могущей в будущем явится рассадником во всех отраслях сельского хозяйства.»
За підсумками сільськогосподарського конкурсу по Каховському району, які підводились 3 липня 1926 року, по групі колгоспів «Комуна III Комінтерн» представлена до першої премії «за выполнение всех пунктов перечня условий с 1 по 11, за ведение хозяйства под руководством агронома по производственному плану; организацию счетоводства; организацию племрассадника красно-немецкой породы; за производство чистосортного материала озимой пшеницы и «кооператорки», люцерны, суданки, овса, яровой пшеницы, кукурузы «стерлинг»; полное обобществление средств производства, организацию общественного питания, детского дома, школы, клуба, театра; участия в общественной жизни села, машинизацию хозяйства, электрификацию, устройство мельницы с зерноочистительным пунктом при ней...».
В 1926 році в Софіївці організоване меліоративне товариство з 13 домогосподарств, яке очолив вчитель Василенко Василь Павлович, та машинно-тракторне товариство «Хлібороб», яке також об'єднало 13 селянських господарств. Спільно працювати вирішили найбідніші селяни – Никифор Чумаченко, Карпо Шевчук, Олексій Сидорченко, Андрій Ясимковий, комсомолка Федора Токар. В 1927 році в Михайлівці, а потім в Катеринівці створюються ТСОЗи. Укрупнення сільгосптовариств продовжується.
Згідно протоколу наради Каховського райземвідділу від 27.08.1927 року : - «До меліоративного товариства «Відродження» (доповідач – Сікач) входять Любимівка, Софіївка, Катеринівка, Антонівка, Володимирівка та комуна «III Інтернаціонал», яке об'єднує 77 дес. виноградних посадок та 36 дес. садів, з них 27 дес. групових насаджень.
Ухвалили: Товариство включено в план кредитування на посадматеріал та збудування колодязів.
- До складу комуни «III Інтернаціонал» (доп. Силка) входить 10 родин при 35 їдцях (22 працездатних)... Зібрано врожаю 3183 пуда (пшениця, жито, ячмінь, вівесь, суданка, просо). Заборженість комуни – 11.450 крб.45к.
Ухвалили: Враховуючи неврожай, необхідна відстрочка кредитів.
- Т. Сікач доповів пр. роботу та стан Софіївського машино-тракторного товариства «Хлібороб» протягом року.
Ухвалили: Надалі необхідно приймати нових членів, аби можна було купити другого трактора.
В 1929 році існуючи товариства села Софіївка об'єднуються в артіль імені Чубарєва, головою обрано Сікача Михайла Никифоровича. Від держави отримали трактор «Інтернаціонал». Першим трактористом став Пендак Афанасій Якович. Артіль також мала коня з возом, пізніше отримали трактор «Ольшуль», а третій придбали за власний рахунок, купили пару коней. В 1929 році в Володимирівці та Михайлівці створюється артіль «Колективний труд», яка об'єднує на початку 20 дворів, 600 га землі, 20 голів корів, 25 коней, 100 голів овець і 1 трактор «Інтернаціонал» (допомога від держави), пізніше отримали парову молотарку. В Катеринівці створюється артіль «Червоний берег». В Комишанці утворюється артіль імені Чапаєва. В цьому господарстві все було колективне. В Комишанці відкрилась громадська кухня, її кухарем був Маслов Іван Васильович. Головою артілі ім. Чапаєва став Сікач Семен Михайлович.
Зі спогадів старожилів у 1932-1933 роки страшного голоду в селах Софіївської громади не було. Село Катеринівка отримує назву Василівка. Весною 1933 року комуна ім. Чубарєва реорганізована в артіль ім. Карла Маркса.
У 1940 році колгосп ім. К.Маркса налічує 3000 га землі, 10 тракторів, 3 автомобілі, молотарку, комбайн, 250 голів коней, 150 голів корів, 10 пар волів. В Софіївці працює середня школа та сільський клуб. Члени артілі виявляють високий трудовий героїзм. Телятниця Никоненко Дар'я Данилівна нагороджується орденом «Знак пошани», звання трактористів-стахановців отримують Горобець Григорій Онисимович та Тригубенко Григорій Павлович. В цей же час колгосп «Червоний берег» в своєму парку має п'ять тракторів. Ферма налічує 200 голів корів, 2000 овець, 250 коней, на 500 га землі вирощують пшеницю та бавовну. Серед передовиків господарства бригадир тракторної бригади Токар Микола Григорович, Шовгун О.Т., Штепа Василь Семенович. Село Василівка налічує 88 дворів, селяни поступово навчаються грамоти, при хатах організовуються лікбези.
Люди трудились, відпочивали, співали, раділи своїм здобуткам, вірили в щасливий завтрашній день, який чорним крилом накрила Велика Вітчизняна війна.
3 серпня 1941 року село Софіївка стало місцем боїв. Оборона Каховського району здійснювалась з боку Лук'янівської агрошколи, де був розміщений штаб 9-ї армії та мобільний пункт медичної допомоги.
Частина жителів Софіївки була евакуйована разом з худобою та пожитками в Сталінградську область, а частина відселена в Михайлівку та Василівку, які були в стороні від головних воєнних шляхів. Поступово в селах залишились тільки жінки та молодь, над якими знущались окупанти.
Запеклі бої точились і при визволенні Софіївки. Тут полягли 31 радянський солдат, які поховані в братській могилі над Дніпром. 31 жовтня 1943 року населені пункти громади були звільнені від німців частинами 4 Гвардійського механізованого корпусу IV Українського Фронту. Незабутнім залишився той день коли під свист легендарних «катюш» входили в села бійці Радянської Армії. Як їх зустрічали! Обіймали, плакали, цілували просалені потом гімнастьорки, зірочки, зброю. Із спогадів селян: «Посеред вулиці накрили стіл червоною скатертиною. І кожна жінка несла дорогим гостям все що в неї найсмачніше». З листопада 1943 року розпочали роботу школи в Софіївці та Василівці. З жахом згадують наші односельчани час після боїв під Лепетихою на весну 1944 року коли десятки мертвих солдатських тіл бурхлива річкова течія приносила на береги Василівки та Михайлівки (їх рештки покояться в братській могилі в центрі села Василівка).
Жінкам і дітям знову потрібно було відбудовувати села та відроджувати господарство: орати землю, косити косами жито, молотити та скирдувати. Поступово стягувались колективні господарства. То хлопцям бійці подарували кобилку з вибитим на фронті оком, то корова приблудилась. По дорогах та полях збирали частки возів та іншої техніки, стуляли їх до купи. Так і господарювали. Працівники тилу допомагали фронту продуктами, хлібом, теплими речами. Відгукнулись жителі наших сіл на патріотичний почин віддати свій місячний заробіток на будівництво літака «Херсонщина». Поступово гоїлися рани, відбудовували народне господарство, збільшувалась кількість робочої сили, з'являлась нова техніка.
На фронтах Великої Вітчизняної війни нашу Батьківщину захищали близько 200 місцевих жителів, 76 з них нагороджені за бойові подвиги орденами та медалями Радянського Союзу, 108 полягли в боях.
Гордість нашої громади генерал-майор Горобець Тарас Павлович із села Софіївка. Він будучи простим селянським хлопцем, добровільно пішов на громадянську війну, воював з білогвардійськими бандами. Потім пройшов спеціальну військову підготовку, одержав освіту, брав участь у боях в Іспанії в 1936 році. В роки Великої Вітчизняної війни воював в Прибалтиці, звільняв правобережжя України від німецьких окупантів. Тарас Павлович командував дивізією в боях Корсунь-Шевченківської операції. За вміле керівництво дивізією під час формування Південного Бугу й Дніпра, розгром 3 дивізій ворога йому було присвоєне звання Героя Радянського Союзу.
Станом на 1 вересня 1951 року на території Софіївської сільської ради працювали вісім сільських господарств. Це шість колгоспів, Лук'янівська агрошкола, яка мала в обробітку 300 га сільськогосподарських земель, і «Заготскот» (314 га). По колгоспам загальна площа земель складала: к/г ім. Карла Маркса, який розташовувався в с. Софіївка та хуторі Литвиненка, 2853 га; к/г «III Інтернаціонал» (с. Виноградівка) – 1760 га; к/г ім. Чапаєва (с. Комишанка) – 1337 га; к/г «Червоний берег» (с. Василівка) – 1070 га; к/г «Колективний труд» (с. Михайлівка, Володимирівка) – 855 га; к/г ім. Тельмана (с. Антонівка) – 780 га.
Під час будівництва Каховської ГЕС в 1952-1953 роках жителі Василівки, Виноградівки, Михайлівки, Володимирівки та Антонівки були переселені на 2 кілометри вище на пагорб в нове село, яке пізніше назвали Василівкою. Через річку Конку та Дурицьку перевозили сторічні дерева, перегоняли худобу, проводили перепоховання останків пращурів та загиблих бійців Радянської Армії. В зону затоплення ввійшла і частина Софіївки. Її населення було переселено у верхню частину села. Для переселенців із зони затоплення було збудовано 240 жилих будинків, споруджено двоповерховий будинок школи-десятирічки, дитячі ясла, 2 магазини, будинок для сільської Ради і контори колгоспу імені Тельмана, капітальні приміщення тваринницьких ферм, 3 зерносховища, вальцовий млин, кузню, гараж, інтернат на 50 місць. Прокладено лінію електропередач, проведено радіо та водопровід. У Василівку із Софіївки було переведено виконком сільської ради, яка з 1956 року стала називатися Василівською сільською радою, і очолював її на той час Шевчук Порфирій Карпович.
В період післявоєнних років було багато змін к керівництві колгоспників. Колгосп ім. Карла Маркса очолювали Птичкін, Науменко, Римаренко, П. Воронцов, Гашенко, Ю.В. Коптєв, Ф.П. Сировець. Але найбільш запам'ятались селянам шановний Павло Васильович Смола (1947 – 1951 роки) та славний фронтовик Крайнєв Микола Маркович, який очолював господарство з кінця 1957 року. Колгоспом ім. Тельмана керували Мішура, Симоненко, Данило Гнатович Купальний (1951 – 1954 роки) та Михайло Андрійович Собко з весни 1954 року. Колгосп «Червоний Берег» очолювали Забара і Науменко, колгосп «Колективний труд» С. Токарєв і О. Студинський, колгосп «III Інтернаціонал» - Т. Скрипниченко, а колгосп ім. Чапаєва Г. Олійник.
У 1950 році проводиться укрупнення колгоспів на території громади. До 1959 року працює два господарства: колгосп ім. К. Маркса та колгосп ім. Тельмана; у 1959 році утворюється один великий колгосп імені Карла Маркса з центральною садибою в селі Василівка. Очолювали новостворений колгосп спочатку Купальний Данило Гнатович, а потім його головою став Кучеренко Олексій Гаврилович. В Софіївці та Комишанці були створенні комплексні бригади №2 та №3 цього колгоспу. Софіївську бригаду №2 довгий час очолювала досвідчена господарка Титар Степанида Дмитрівна, в якої вчились навіть досвідчені чоловіки-спеціалісти, а після неї Корсун Віктор Єгорович.
За колгоспом було закріплено 8739 га сільськогосподарських угідь, у т.ч. 7667 га орної землі, з них 1586 га зрошувальної, 30 га займали сади, 80 га – баштанні культури. Господарство працювало в м'ясо-молочному напрямку. У механізованому тваринницькому комплексі утримувалися 2230 голів великої рогатої худоби, у т.ч. 1200 корів і 4960 свиней. Вирощували зернові, баштанні й кормові культури, городину, соняшник.
На справжню оазу перетворилася Лук'янівка, відкривши двері зоотехнікуму молоді з усієї України. Насаджувалися сади, що налічували рідкісні на той час сорти фруктових дерев. А навесні в повітрі стояв стійкий аромат бузку та жасмину, якими студенти обсаджували алеї. Біля парадного входу закладу красувалися різноманіттям троянди. Руками студентів був висаджений величезний парк, збудований стадіон де відбувались навіть обласні змагання. У навчальному господарстві налічувалось 100 дійних корів, близько 1000 голів молодняка великої рогатої худоби, 500 голів свиней, отара овець, кури, коні. В 1979 році технікум за рішенням уряду переходить до складу Коробківського радгоспу-технікуму.
Прославили колгосп ім. Карла Маркса комбайнер Ігін Є.І., тракторист Богинський С.І. і завідувачка тваринницької ферми Земляк І. Т., відзначені урядом орденом Жовтневої революції, доярка Кутасевич В.М. та комбайнер Сердюк О.Р., які були нагородженні орденом Леніна, а орденом Трудового Червоного Прапора були нагороджені комбайнери Завгородній А.Т., Вітвіцький Б.М., трактористи Ляшко Д.М. і Шевченко М.І.. Особливу сторінку в історії нашої громади зайняла трактористка Савченко Раїса Петрівна, яка в 1974 році на Всесоюзному конкурсі жінок-трактористок серед 100 представниць союзних республік стала володаркою призу Паші Ангеліної. Серед тих, хто вирішив цю славетну історію колгоспу, і керівники бригади № 3 (с. Комишанка) Барановські Іван Йосипович та Віктор Іванович.
На весь Радянський Союз прославила наш край легендарна Тетяна Федорівна Стрижак, створивши сімейний екіпаж разом з братами Віктором, Анатолієм та Володимиром, вона стала героїнею «жатви-77». Народилася Тетяна Стрижак 16 березня 1957 року в селі Любимівка, в сім'ї колгоспників Федора та Надії Стрижаків. Закінчила Василівську середню школу і відразу ж вступила до колгоспу ім. Карла Маркса де стала працювати механізатором. Вийшла заміж, народила сина Андрія, але при цьому продовжувала працювати та вражати країну своїми трудовими подвигами. Тетяна вже в 20 років здобула найвищу нагороду – орден Леніна та стала лауреатом премії ВЛКСМ. Вона неодноразово ставала переможницею змагань серед молодих комбайнерів двічі Героя Соціалістичної Праці М. А. Браги, а працювала Тетяна на іменному комбайні «Ростсільмаш».
Особливу сторінку в історії громади залишили керівники колгоспу ім. Карла Маркса.
Кучеренко Олексій Гаврилович народився в с. Катеринівка 29 серпня 1926 року, після закінчення 7 класів працював в колгоспі ім. Тельмана. У 1944 – 1948 роках матрос-хімік підводнотехнічних робіт в м. Одеса, у 1948 – 1950 роках старший матрос тральщика в Петропавлівську на Камчатці. А потім у 1950 – 1951 роках навчання в школі агролісомеліораторів і полеводів в с. Львово Калінінського району та у 1952 – 1955 роках в Херсонській школі по підготовці голів колгоспів. В 1951 році він старший меліоратор-полевод колгоспу ім. Тельмана та бригадир полеводчеської бригади. З 1956 по 1959 роки заступник голови колгоспу ім. Тельмана, голова виконкому Василівської сільської ради, голова колгоспу ім. Тельмана, а з листопада 1959 по квітень 1970 року голова колгоспу ім. Карла Маркса. Під його керівництвом була створена тваринницька, полеводчеська будівнича, механізаторська та соціально-побутова база цього господарства.
Іванов Микола Тимофійович, ветеран Великої Вітчизняної війни, нагороджений орденом Слави III ступеня та медалями «За відвагу» і «За взяття Кенігсберга», десять років працював парторгом господарства, а з 1968 по 1972 роки очолив його та продовжив роботу по розвитку і зміцненню бази колгоспу.
Під головуванням Костенка Михайла Олексійовича були побудовані: комплекс ВРХ та свиноферма в Василівці, ферми в Комишанці і Софіївці, зерноочисний комплекс та склад паливно-мастильних матеріалів в Василівці, їдальня механізаторів в Комишанці. Михайло Олексійович, степовик від народження, фронтовик був нагороджений медалями «За відвагу» і «За бойові заслуги», а за трудові успіхи орденом «Знак Пошани».
Після нього колгосп очолив Демченко Микола Васильович. За часи його керівництва в центрі села Василівка була збудована двоповерхова адмінбудівля господарства та продовжено будівництво об'єктів соціально-побутової сфери.
Рожко Станіслав Петрович головою колгоспу обирався двічі (1982 – 1988 та 1997 – 1998 роки). В ці часи було: побудовано ремонтну майстерню, комплекс по виготовленню трав'яного борошна, склад запчастин сільгосптехніки, профілакторій, сауну та зал засідання тваринників в Василівці, будинок побуту і дитячий садок в Комишанці. Велика робота була проведена з благоустрою населених пунктів: висаджений розарій, збудований фонтан, заасфальтовано вулиці, збудовано сільську бібліотеку. За сумлінну працю Рожко С.П.був відзначений медалями «За трудову доблесть» та «За освоєння цілинних земель».
З приходом до керма колгоспу Горбенка Анатолія Івановича розпочались реформи. Створили асоціацію кооперативів. Головним важелем виробництва став госпрозрахунок. За 1991 рік було одержано 3318000 карбованців прибутку, рентабельність становила 63 проценти. Були утворені три мехзагони з будівлями і ангарами для ремонту техніки, три пункти технічного обслуговування, побудовано чотири зернові башти, автогараж, проведено зміцнення будівельної бригади, побудовані пекарня, ковбасний цех, продовжувалось будівництво житла для селян.
В 1999 році господарство очолив Осаволюк Микола Олексійович. У 2001 році майно та землю КСП ім. Карла Маркса було розпайоване. На базі КСП утворилось СТОВ «Славутич», пізніше реорганізоване в СТОВ «Таврійська Перспектива», яке вже 12 років орендує земельні паї мешканців громади. Очолив товариство досвідчений та мудрий керівник, заслужений працівник сільського господарства Єрмоленко Володимир Федорович, а Микола Олексійович обіймав посаду начальника Каховської сільськогосподарської дільниці СТОВ «Таврійська Перспектива».
За цей час товариством побудовано критий тік, встановлено зерносушилку для доведення зерна до базисної вологості, налагоджена співпраця з Василівською сільською радою по вирішенню багатьох соціальних питань громади. Парк підприємства налічує: 3 зернозбиральних і 3 гарбузозбиральних комбайнів, 18 тракторів, 17 спеціальних автомашин та повний набір сільгосптехніки. Серед багатьох досягнень товариства є найвищі показники по збиранню сільгоспкультур. Це: соняшник – батьківські лінії – 13 цнт/га, соняшник кондитерський – 24 цнт/га, кукурудза поп-корн (розлусна) – 54 цнт/га, соя – 36 цнт/га, гарбузи на сухе насіння – 550 кг/га, пшениця на зрошенні – 60цнт/га, ячмінь на багарі – 27 цнт/га.
Значну кількість паїв Василівської громади орендує ЗАТ «Фрідом Фарм» - керівник Медоліз Михайло Михайлович. Успішно господарюють на землях сільської ради інші сільгоспвиробники серед яких: ТОВ «Торговий дім «Горностаївський райагрохім» (Васильєв Ю.М.), ПП «Фаворит- III», ф\г «Таврида» (Гулицький О.М.), ф\г «Тетяна» (Сергійчук Т.), ф\г «МІК» (Сергійчук М.А.), ф\г «Алтан Агро» (Калініченко О.І.), ф\г «Пшеничка» (Пшеничний В.М.), ф/г Клименко П.В., ф/г Приходько О.О., ф/г Король В.В..
Василівську сільську раду очолювали сільські голови Патракєєв М.Г., Мельниченко Г.І., Михайлова В.І., Андрейченко Л.Ю., Гулицький М.Ю. Секретарями ради працювали – Драгальська Н.А., Гришко О.О.. З 1996 по 2002 рік сільську раду очолювала Шевчук Валентина Іванівна, її незмінним помічником був секретар сільської ради Мельниченко (Роговська) Г.В.. У 2002 році на посаду сільського голови обрали Протосвіцького І. Г., який обіймав цю посаду до 2010 року, секретарем сільської ради працювала Шутько Т. Г.. На цей час вона очолює сільську раду, а секретарем ради обрана Мельниченко Г. В..
Населення громади налічує 2360 осіб, з них дітей дошкільного віку – 142, школярів – 284, пенсіонерів – 537 осіб, працездатне населення – 1416 осіб.
В 1954 році Софіївська школа почала працювати в нової двухповерхової будівлі, очолив її Романіченко Михайло Євменович. В різний час закінчили школу, здобули педагогічну освіту, працювали і працюють в ній Котелевич Н.М., Буковня В.А., Крамаренко І.В., Яковлєва Н.О.. Вчителем за покликанням вважають селяни Барановську Л. Г. - учителя української мови і літератури. Від старшої піонервожатої, ведучого філолога до керівника колективу пройшла трудовий шлях її директор Ващенко Валентина Іванівна. З 1997 року, протягом п'ятнадцяти років, у школі працює козацький курінь «Софія» під вихованням вчителів – краєведів Дуляницького П.М., Срібного А.І. та Крамаренко І.В..
В 1955 році відкрила свої двері для учнів Василівська середня школа. Першим її директором був Брельгін Володимир Федорович – людина енергійна, цілеспрямована. 16 вчителів навчали 250 учнів. Перший випуск десятикласників відзначився у 1957 році. З 1959 до 1965 року Василівська середня школа була експериментальною політехнічною (11–річною) школою з виробничим навчанням. За ці роки в школі був посаджений сад, виноградник. Трудову практику учні проходили на полях колгоспу ім. К. Маркса. З 1960 по 1962 роки директором школи працював Чехира Броніслав Петрович. Після нього до 1974року директором була Дубініна Ірина Григорівна, а до 1990 року її очолював Горбач Іван Мартинович. Останні 23 роки директором школи працює Мельниченко Олег Вікторович, депутат Каховської районної ради чотирьох скликань, енергійний, ініціативний керівник. Зі стін школи вийшло 1 475 випускників, серед них 52 медаліста. Багато своєї праці, знань, душевного тепла віддали учням, школі та громаді шановні вчителі: Верешко К. А., Надєєва Л. П., Олійник В. О., Мельниченко Л. Ю., Лопатіна Г. Г., Гришко М. П., Шалуба В. К..
Медичну допомогу жителі сільської громади отримують в трьох ФАПах. З повоєнних років пам'ятають в Софіївці добрі руки фельдшера-акушера Воропай Д. С., санітарок Шевченко В. Я. та Сікач Н.О.. З 1949 року тут працювали подружжя Задорожніх Олександра Лаврентійовича та Віри Володимирівни, приймаючи пологи в приватних будинках, а потім у колгоспному пологовому будинку. До 1977 року до виходу на пенсію працювала акушеркою ввічлива Крайнєва Н.Ф., а після неї відповідальна Оревкова К.Н. з санітаркою Матвейчук Т.Я.. Сьогодні у Софіївці працюють дві Олени Савчук та Примак. Жителі Василівки з вдячністю пам'ятають завідувачів ФАПу Горваль Т.П., Баннікову Н.Д., Січевську та фельдшера-акушера Ванденко А.І., а сьогодні цей ФАП очолює Сич І.М.. В Комишанці селяни віддають шану Столєтнєвій Вірі Андріївні та Коршманюк Анні Іванівні.
На території сіл працює 12 магазинів РАЙПО та приватні підприємці О. Стрижак, С. Стрижак, О. Барановська, В. Панченко, Г. Патракєєва, І. Конюшенко, К. Федорова, С. Солодка,Т. Мунтян, Л. Штиглян, Г. Коршманюк.
Гордістю громади є дитячий садок в Василівці. В ньому виховується 70 дітей, а очолює його досвідчена та вимоглива завідувачка Ткаченко Ольга Миколаївна. Працює дві сільські бібліотеки у Василівці та Софіївці (завідувачі Протосвіцька І.А. та Мунтян Н.І.).
Діють дві релігійні громади: православна та бабтистська.
У 2011 році розпочато будівництво нового Свято- Воскресенського храму, а отець Дмитро Широкожуков настоятель Василівської парафії особисто контролює процес будівництва.
При в'їзді в село Василівка знаходиться найпотужніша на півдні України радіо-релейна станція побудована в 1970 році по трасі РРЛ Херсон-Сімферополь, станція має 2 технологічні будівлі площею 783,4 га, дизельну, двоповерхову трансформаторну підстанцію та щоглу висотою 198 м.
Здавна жителі сіл Василівської громади славились своїми талантами. Софіївка й донині є найспівучим селом району. Вже 26 років радує селян ансамбль української пісні «Криниченька», який 15 років носить звання «народний». Він нагороджений багатьма Дипломами та Грамотами. А творча група «Хороший настрій» понад 27 років вшановує сільських трударів, вітає їх з ювілеями та святами задушевними, ліричними піснями. Незмінним керівником цих колективів і сільського клубу є Мельниченко Таїса Іванівна. Василівка славиться своїм драматичним колективом. Заснувала його ще на початку 60-х років Гришко Марія Пилипівна, яка довгий час була його керівником та режисером. Її естафету перейняла ініціативний та талановитий культпрацівник Харенко Валентина Іванівна. Добру справу ветеранів сцени продовжує молодь цього села.
Особливо шанують жителі громади своїх земляків, які пройшли службу в Афганістані. Це сапер-розвідник Токар С. А., водій Федоров О. М., заступник командира взводу розвідників Янченко О. І., розвідник кулеметник Стрижеус В. Т. нагороджений орденом Червоної Зірки і медаллю «За відвагу» та Мельниченко О.І. нагороджений медаллю «За бойові заслуги».
Ветеранів Василівської територіальної громади об'єднують три первинних організації на чолі яких стоять найбільш енергійні, ініціативні та поважні люди. У Василівці це Харенко Валентина Іванівна, в Софіївці – Шевчук Валентина Іванівна, а в Комишанці – Забайда Людмила Сергіївна.
Поблизу Василівки та Софіївки виявлені залишки поселень епохи пізнього палеоліту й мезоліту (більш 10 тис. років і 10-8 тис. років тому), трьох поселень, курганні й безкурганні поховання епохи міді – бронзи (III- II тисячоліття до й. є.), поховання кімерійського періоду (VIII-VII ст. до н.е.), кочівників XI-XIII ст. н.е., а також поселення пізніх скіфів (II в. до н.е. –III ст. н. ери).